# Annona glauca
Annona glauca är en kirimojaväxtart som beskrevs av Heinrich Christian Friedrich Schumacher och Peter Thonning. Annona glauca ingår i släktet annonor, och familjen kirimojaväxter. Utöver nominatformen finns också underarten A. g. minor.